# Cuore d'artista
| Recensione     | Giudizio |
| -------------- | -------- |
| aLLMusicItalia |          |
| Rockol         | 8/10     |

Cuore d'artista è il quarto album in studio della cantautrice italiana Noemi, pubblicato il 12 febbraio 2016 dalla Sony Music.

## Descrizione
L'album contiene il brano presentato al Festival di Sanremo 2016, La borsa di una donna, che porta la firma di Marco Masini.
Realizzato nell'arco di tre mesi presso lo studio Fonoprint di Bologna, il disco ha visto come direttore artistico Gaetano Curreri, assieme alla stessa Noemi, e la produzione di Celso Valli, quest'ultimo curatore degli arrangiamenti. Alle nove tracce che lo compongono hanno partecipato autori quali Ivano Fossati, Giuliano Sangiorgi e lo stesso Curreri, con l'aggiunta di giovani autori come Federica Abbate e Gerardo Pulli.
Il titolo dell'album rappresenta l'animo dell'intero progetto. La cantante ha preso l'idea del titolo dal brano scritto per lei da Fossati, Idealista!, e ne ha sposato il concetto come una sorta di claim che meglio rappresenta il disco.

## Promozione
Il disco è stato reso disponibile per il pre-ordine a partire dal 29 gennaio 2016, insieme ai brani Amen e Mentre aspetto che ritorni. Amen è un brano contemporaneo, una preghiera laica dall'arrangiamento rock; Mentre aspetto che ritorni è invece un inno alla libertà, nonché uno dei pochi pezzi dell'album che parla d'amore.
Il 9 febbraio 2016, attraverso i social network, la cantante ha annunciato un instore tour avvenuto tra febbraio e aprile 2016 in varie città italiane. Il 14 maggio dello stesso, presso la Fiera di Cagliari, è partito il tour estivo Noemi Live, composto da quattordici date complessive (Cagliari, Fuerteventura, Roma, Padova, Foiano della Chiana, Recanati, Camaiore, Salerno, Marina Serra di Tricase, Bari e Matera per il Battiti Live, Madonna di Campiglio e Milano per l'evento intitolato Il tempo delle donne, Roma per il concerto-evento di beneficenza in favore dell'Ospedale Pediatrico Bambino Gesù) volte a promuovere Cuore d'artista. Come dichiarato dalla cantante attraverso i social network, tale tour ne anticipa un altro in promozione allo stesso album.

## Tracce
1. La borsa di una donna – 3:50 (Marco Masini, Antonio Iammarino, Marco Adami)
2. Fammi respirare dai tuoi occhi – 4:10 (Giuliano Sangiorgi)
3. Amen – 3:54 (Federica Abbate, Cheope)
4. Devi essere forte – 3:55 (testo: Gerardo Pulli, Gaetano Curreri – musica: Gerardo Pulli)
5. Idealista! – 4:17 (Ivano Fossati)
6. I Love You – 3:34 (Veronica Scopelliti, Cheope)
7. Mentre aspetto che ritorni – 3:09 (Alessandra Flora)
8. Devi soltanto esistere – 3:16 (testo: Gaetano Curreri, Andrea Fornili – musica: Alberto Pioppi)
9. Veronica guarda il mare – 3:57 (testo: Saverio Grandi, Gaetano Curreri, Fabio Barnarba – musica: Saverio Grandi)

## Formazione
- Noemi – voce, cori
- Bernardo Baglioni – chitarra acustica, chitarra elettrica
- Massimo Varini – chitarra acustica, chitarra solista, ukulele
- Mattia Tedesco – chitarra acustica, chitarra elettrica
- Gabriele Greco – basso, contrabbasso
- Michele Papadia – pianoforte, organo Hammond
- Celso Valli – tastiera, pianoforte
- Paolo Valli – batteria
- Marcello Surace – batteria

## Classifiche
| Classifica (2016) | Posizione massima |
| ----------------- | ----------------- |
| Italia            | 13                |